# 庫爾馬尼
50°49′49″N 33°47′15″E / 50.83028°N 33.78750°E
庫爾馬尼（烏克蘭語：Курмани）是位於烏克蘭東北部的村莊，由蘇梅州羅姆內區的內德里海利夫市鎮負責管轄。該村處於蘇拉河左岸，距離貝雷茲尼亞基1公里，海拔高度121米，2001年人口625。